# جمهوری دموکراتیک فنلاند

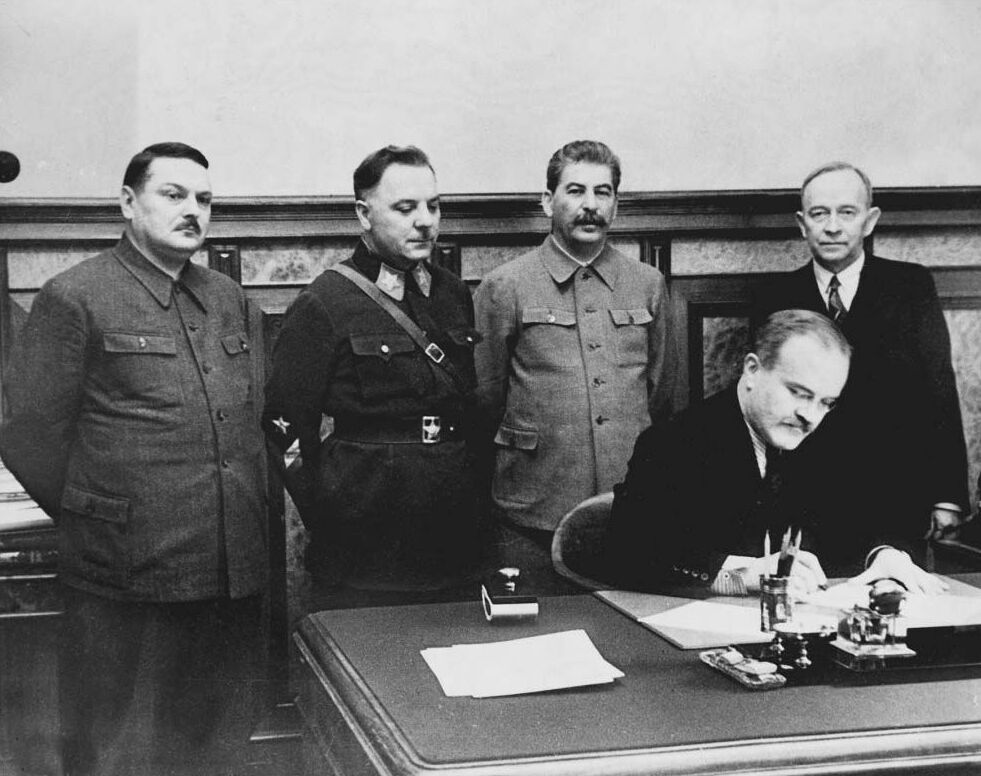
ویاچسلاو مولوتف درحال امضای قرارداد بین اتحاد جماهیر شوروی و جمهوری دموکراتیک فنلاند است.

جمهوری دموکراتیک فنلاند (فنلاندی: Suomen kansanvaltainen tasavalta، همچنین فنلاندی: Suomen kansantasavalta, سوئدی: Demokratiska Republiken Finland، روسی: Финляндская Демократическая Республика) یک دولت دست‌نشانده کوتاه‌مدت بود که تنها توسط اتحاد جماهیر شوروی ایجاد و به‌رسمیت شناخته شد. جمهوری دموکراتیک فنلاند به ریاست سیاستمدار فنلاندی اتو فیلی کوسینن، ابزار برنامه‌ریزی‌شده ژوزف استالین برای تسخیر فنلاند بود. این حکومت اسماً در بخش‌هایی از کارِلیای فنلاند که در زمان جنگ زمستان توسط اتحاد جماهیر شوروی اشغال شده بود، فعالیت می‌کرد. جمهوری دموکراتیک فنلاند اکنون بخشی از کشور روسیه است.

## ادغام
در ۱۲ مارس ۱۹۴۰، جمهوری دموکراتیک فنلاند با جمهوری کارلین اتحاد جماهیر شوروی در جمهوری فدراتیو سوسیالیستی روسیه شوروی ادغام شد تا جمهوری شوروی سوسیالیستی کارلو-فنلاند، که یک جمهوری جماهیر شوروی بود را به‌خودی خود شکل دهد، پس از آنکه فنلاند در پیمان صلح مسکو مناطقی را به اتحاد جماهیر شوروی واگذار کرد.